# The Ganglords
The Ganglords  ist eine Reggae-Gruppe aus der Schweiz. Sie wurde 1988 gegründet und nahm anschließend zwei Alben in Kingston auf. Die Band arbeitet mit einer Reihe national und international bekannter Musikern zusammen, darunter Lady Saw, Goofy, Ghost, Terry Ganzie und dem jamaikanischen Sänger und DJ Skarra Mucci.
Die Musik der Ganglords lässt sich beschreiben als eine Mischung aus Roots Reggae und Raggamuffin, meist abhängig von den Sängern, mit denen sie arbeitet. 1991 veröffentlichte die Band ihre erste Platte mit dem Titel Girls dem Nice, eine 7-inch-Platte, die im Studio von Gussy Clark in Kingston entstand und gemeinsam mit Steely & Clevie aufgenommen wurde. Ein Jahr später folgte das Album Kingston Confidential, worauf sie Songs gemeinsam mit Gregory Isaacs, Patra, Frankie Paul, Max Romeo, Captain Barkey, Spanner Banner, Courtney Melody, Mikey Melody, Superman & Spiderman und anderen einspielten.
1995 kehrten die Ganglords erneut nach Kingston zurück, um dort ein Jahr lang zu leben und dabei das zweite Album Burnin‘ up aufzunehmen. Besonders der erste Song, eine Remix-Version von Thanks & Praises von Frankie Paul, fand sich kurze Zeit später als Trailer eines Reggaefestivals und in den Top 20 der jamaikanischen Charts wieder. Der zweite Track, Burnin up, wurde gemeinsam mit Lady Saw und Thriller U aufgenommen. Auch Buccaneer, Goofy und Mad Anju sind auf dem Album zu hören.
Die nächste Veröffentlichung der Ganglords war eine 12-Inch-Platte mit einer Version von Groovy Situation sowie einigen Interpretationen, unter anderem vom Rapper Bligg. Ausserdem sind The Ganglords auf dem Album Ancient Spirit von Patrice Bart-Williams mit einigen Riddims zu hören.
Sänger Skarra Mucci wirkte 2013 beim Stück What About Us auf dem Album Mind-vs-Heart vom italienischen Reggae-Sänger Raphael mit, das 2015 auch auf dem Mixtape Here Comes The Soundblaster enthalten war.

## Besetzung
- Skarra Mucci (JAM) (Gesang, meist gemeinsam mit Gästen)
- Daniel «Drummie» Müller (Schlagzeug)
- Philipp «One Ton» Schnyder von Wartensee (E-Bass)
- Stefan «Herbal Q» Gisler (Keyboard)
- Christoph «Nonsi» Schnurrenberger (Gitarre)
- Stefi Rüesch (Percussion)
- René «Ramses» Ramseier (Technik)